# 刺身

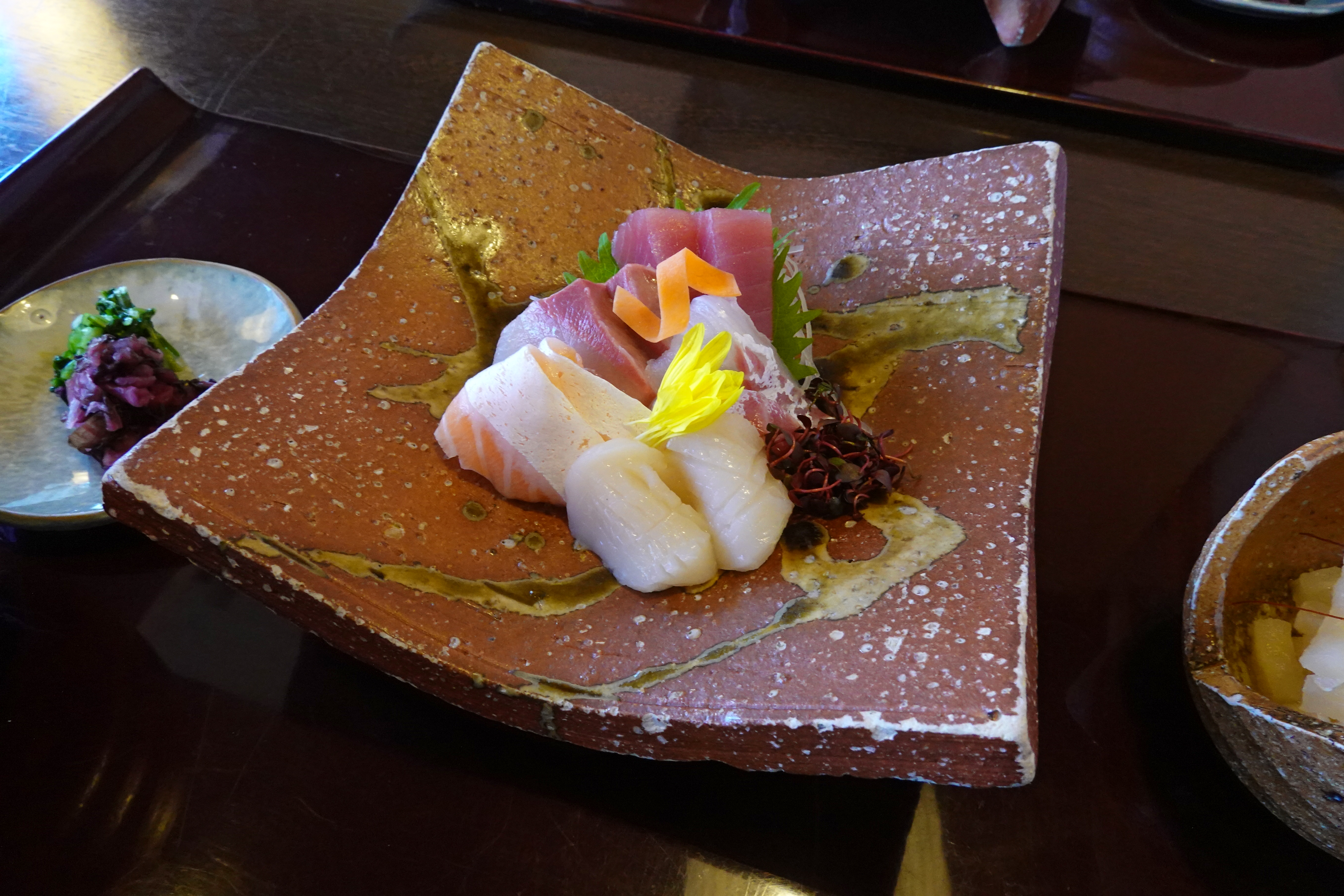
魚介類の刺身

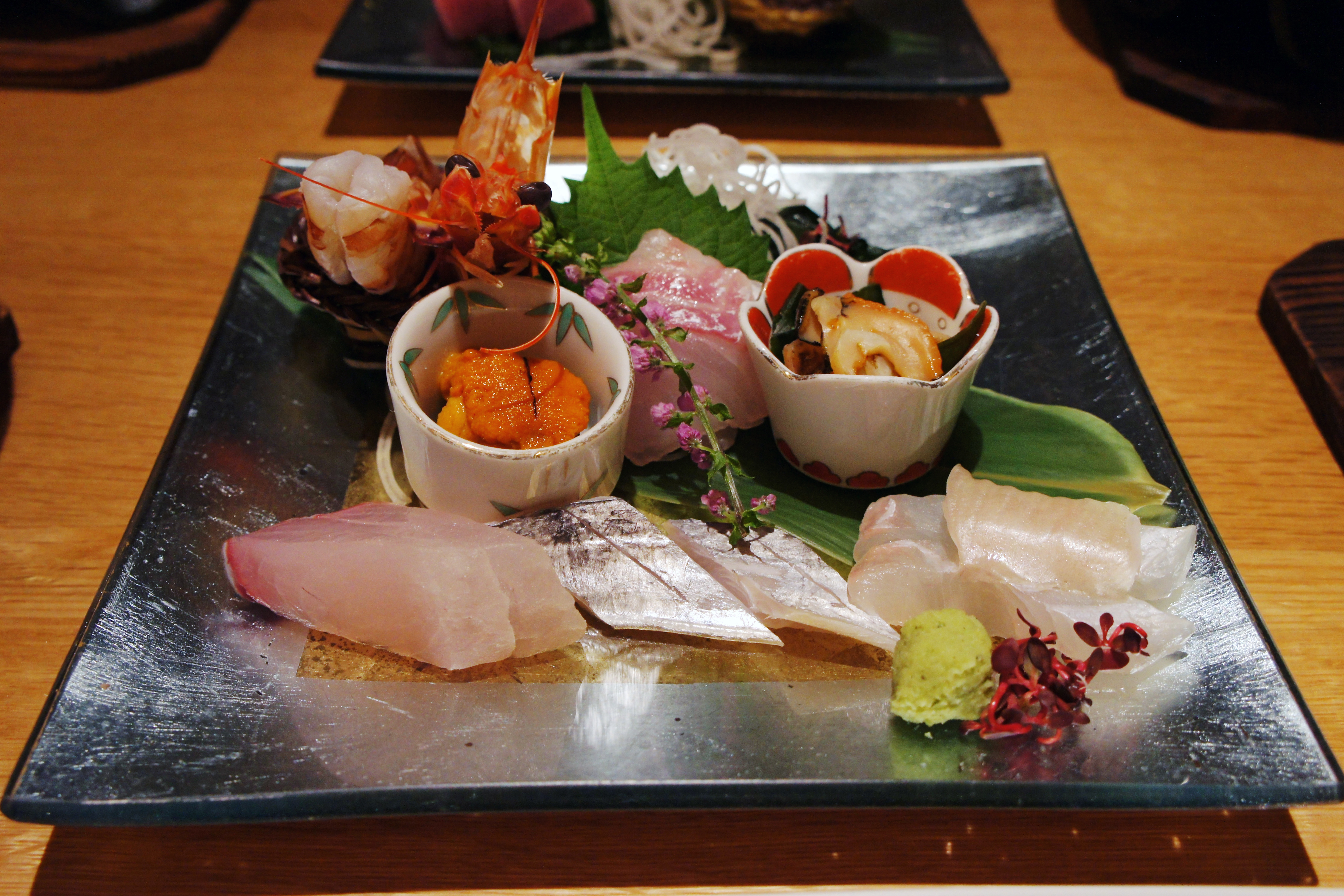
様々な魚介類の刺身

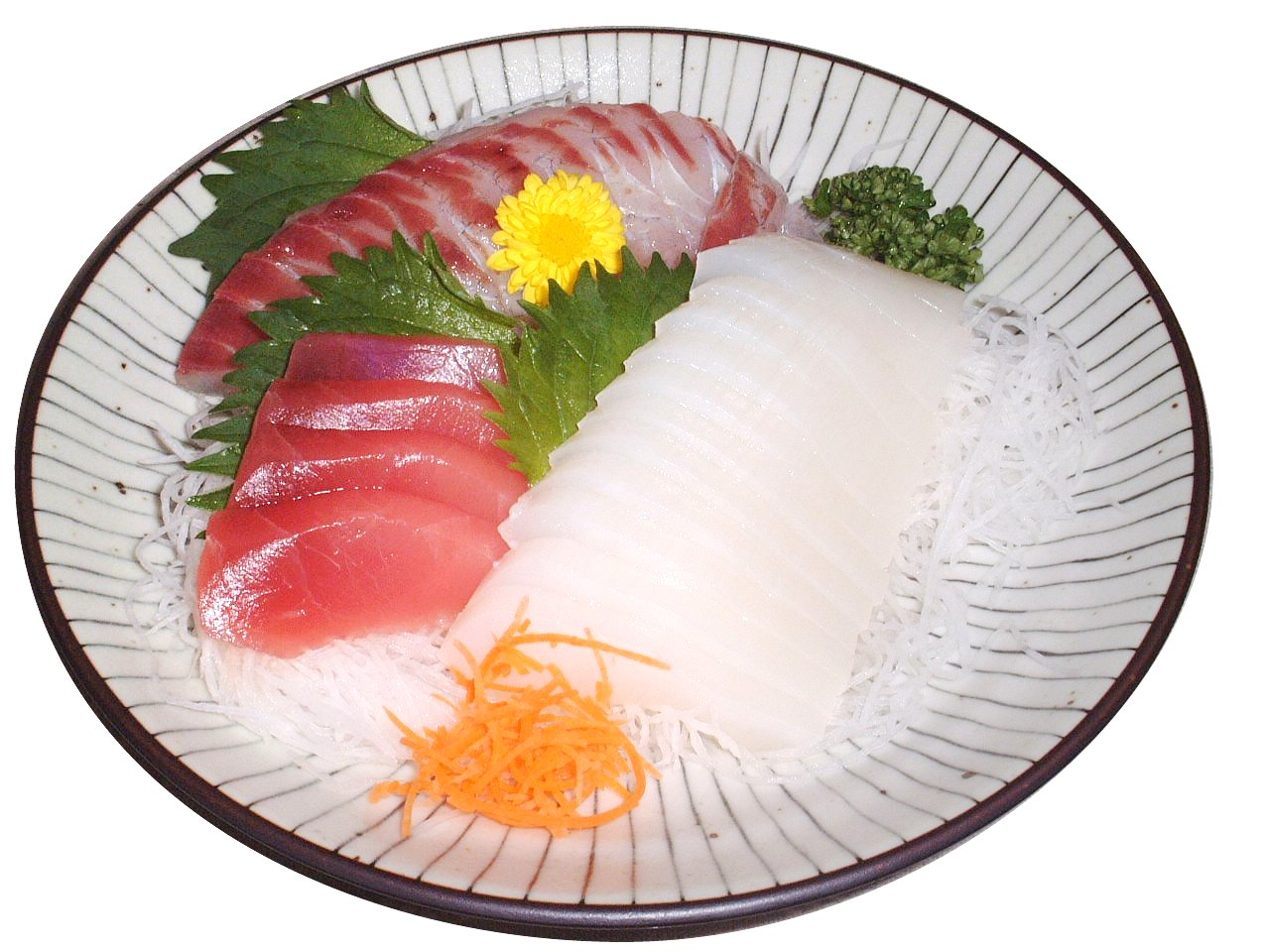
鮪、鯛、イカの刺身の盛り合わせ（大根と人参を「つま」に使用）

刺身（さしみ）とは、主に魚介類などの素材を非加熱のまま薄く小さく切り、醤油などの調味料で味を付けて食べる日本料理である。
造りやお造りなどとも言う。

## 概要
刺身は素材そのものを味わう料理であり、新鮮で味の良い旬の素材を用意することが大切である。次に、素材を生かして美しく造るための切り方であり、専用の刺身包丁などを用いて、素材に応じた切り方、盛り付けがなされる。また真空調理法や低温調理法を取り入れたり、食肉の応用で大型の魚類であるマグロやブリなどを対象に熟成させて用いるなど、世界や歴史、科学などの知見などを取り入れて発展もしている。
刺身にはつまという野菜や海藻が添えられる。つまも美しく切り造り、刺身に添えて盛りつけ、一緒に食べる。つまは生のままのダイコンやワカメなどが多いが、これも旬の野菜や野草、山菜など様々である。つまのなかで、特に風味を与えるものを薬味と呼ぶ。刺身の薬味はワサビに加えて、ショウガやウメ、からしなど様々である。
現在は馬刺し、鶏刺し、レバ刺し、こんにゃく、たけのこ、ゆば、麩など魚介類以外の食品でも、生や冷たいままで美しく切り身にした料理は刺身や造りと呼ぶことがある。ベジタリアンやヴィーガン向け、水産資源の節約などのため植物性食材で刺身に味や食感を似せた食品も開発されている。江戸時代にあっては魚介類以外でも、茹でたり、煮たり、焼いたりといった加熱調理をせずに食べさせる料理を刺身と呼んでいた経緯がある。また今日では加熱処理しない生の素材を刺身と呼ぶことが一般的だが、タコなど一部の食材については一度茹でて火を通したものを冷して刺身とする例もある。

## 歴史

### 前史
新鮮な獣や鳥の肉・魚肉を切り取って生のまま食べることは人類の歴史とともに始まったと言ってよいが、人類の住むそれぞれの環境に応じて、生食の習慣は或いは残り、或いは廃れていった。日本は四方を海に囲まれ、新鮮な魚介類をいつでも手に入れられるという恵まれた環境にあったため、魚介類を生食する習慣が残った。即ち「なます（中国の漢字では「膾」「鱠」と書く）」である。
「なます」は新鮮な魚肉や獣肉を細切りにして調味料を合わせた料理で、語源は不明であるが、「なましし（生肉）」「なますき（生切）」が転じたという説がある。一般には「生酢」と解されているが、それは調味料としてもっぱら酢を使用するようになったことによる付会の説であり、古くは調味料は必ずしも酢とは限らなかった。この伝統的な「なます」が発展したものが刺身であり、中国南北朝時代に動物の生肉を用いた膾から魚を用いた鱠の方が一般的となり、唐代に魚の薄切りを調味料で和えて食べる鱠が流行し、宋代に至ると現在の形態に近い刺身を調味料に付ける食べ方が広まった。
「鱠」という漢字は古代中国の膾と同じ意味で用いられたが、中国では動物肉を生食する習慣は疫病の流行などで徐々に廃れ、魚肉を生食する鱠が専らと成った。薄く切身にした魚を調味料で食す、鱠や刺身の食法は唐代から宋代に掛けて、その時代の流行した調理法(主として調味料の違い、下記の通り)と共に日本へ伝来した。

### 刺身の登場
『鈴鹿家記』応永6年（1399年）6月10日の記事に「指身 鯉イリ酒ワサビ」とあるのが刺身の文献上の初出である。醤油が普及する以前は、生姜酢や辛子酢、煎り酒（削り節、梅干、酒、水、溜まりを合わせて煮詰めたもの）など、なますで用いられる調味料がそのまま用いられた。「切り身」ではなく「刺身」と呼ばれるようになった由来は、切り身にしてしまうと魚の種類が分からなくなるので、その魚の「尾鰭」を切り身に刺して示したことからであるという。一説には、「切る」を忌詞（いみことば）として避けて「刺す」を使ったためともいわれる。いずれにせよ、ほどなくして刺身は食品を薄く切って盛り付け、食べる直前に調味料を付けて食べる料理として認識されるようになったらしく、『四条流包丁書（しじょうりゅうほうちょうがき）』（宝徳元年・1489年）では、クラゲを切ったものや、果てはキジやヤマドリの塩漬けを湯で塩抜きし薄切りした料理までも刺身と称している。
『康富記』の文安5年8月15日（1448年9月13日）の記事に「鯛指身」に関する記録があった。この日付を由来とし、8月15日が「刺身の日」の記念日とされることがある（制定時期や制定団体は不明）。

### 刺身の異称
刺身とよく似た料理に「打ち身」がある。文献によっては刺身と混用されていることもあるが、こちらは総じて刺身よりも分厚く切り、盛り付けに鰭（ひれ）だけでなく皮や中落ちまでも利用するなど、調理法が極めて多彩かつ複雑であった。しかし、対象となる魚の種類がタイかコイに限られていたこともあり、より簡便な刺身が普及するにつれ、室町時代末期にはほとんど刺身と区別がつかなくなり、江戸時代に入るとともに料理名としても廃れた。
かつての西日本では、原則としてタイなどの海の物に限られているが、魚を切る事を「作り身」といい、それに接頭語を付けた「お造り」という言葉がうまれた。そして淡水魚の場合は「刺身」といったことが『守貞謾稿』に記されている。現在では異なっている。
懐石や会席料理などの場合には、お膳の向こう側に置かれることから、向付（むこうづけ）と呼ばれる。

### 近世

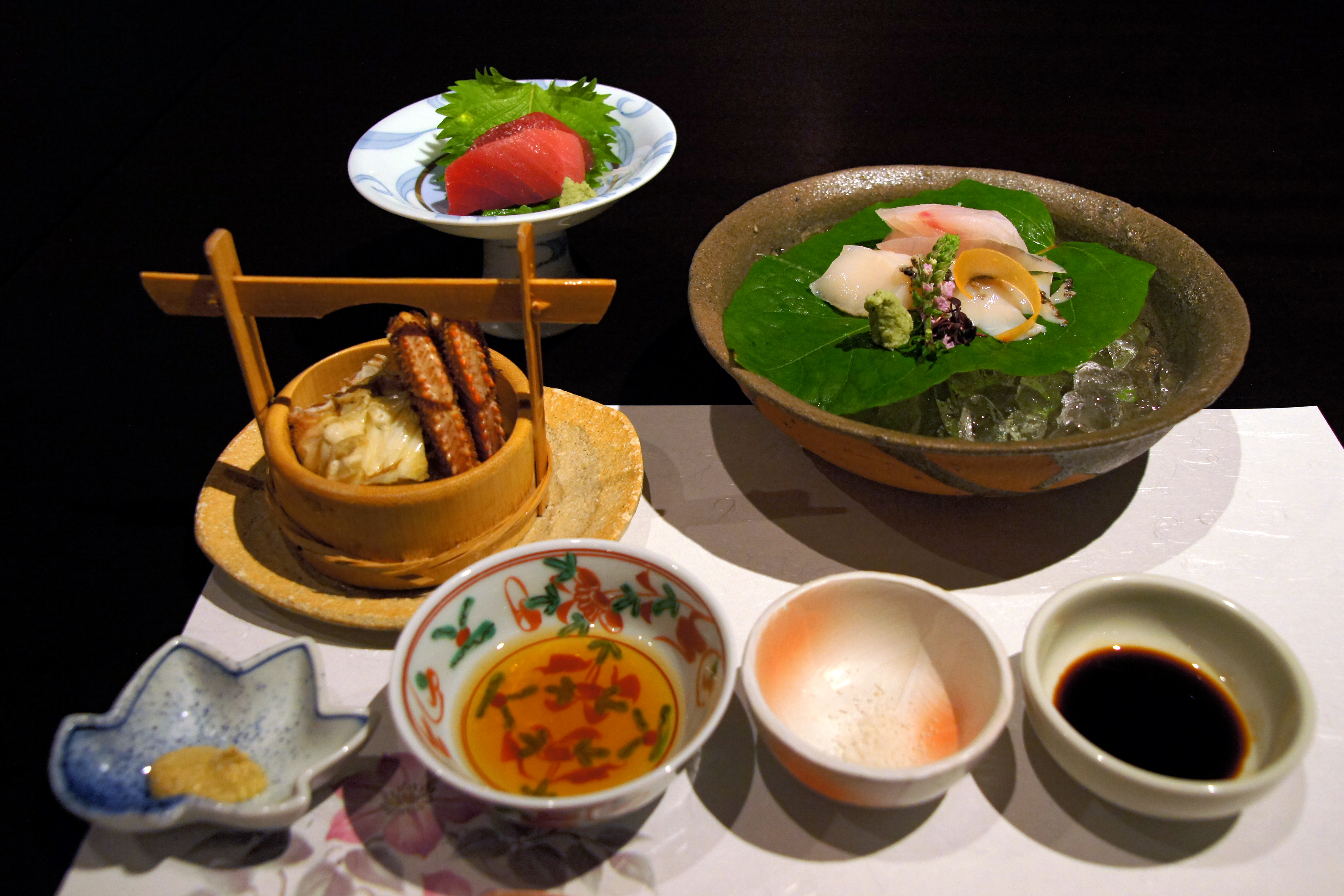
懐石の一品「お造り」

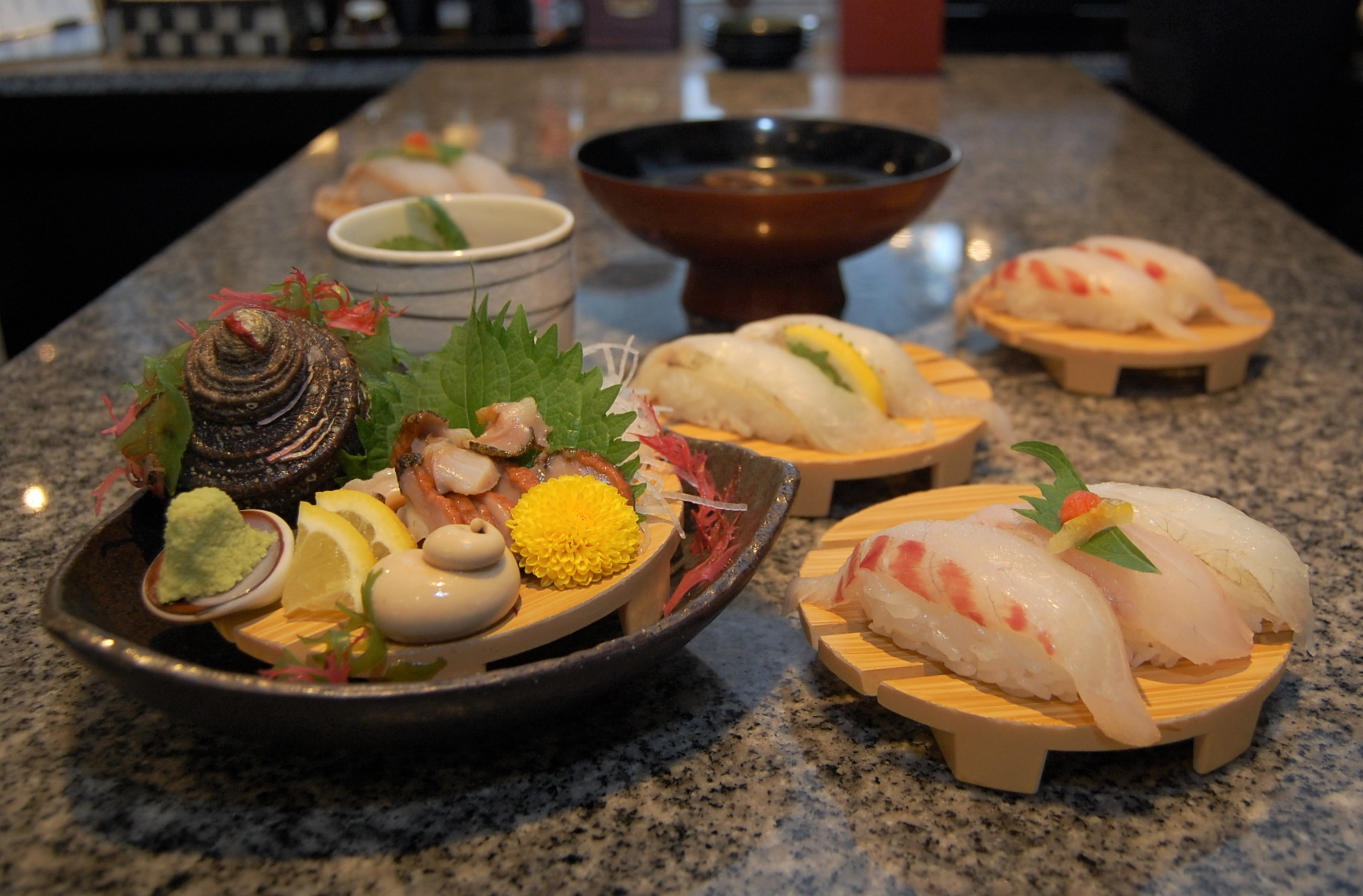
現代では回転寿司店でも新鮮な刺身が食べられるようになった。力丸の活さざえの刺身（左手前）。

料理としての刺身は、江戸時代に江戸の地で一気に花開いた。そもそも京都は、鯉のような淡水魚を除けば新鮮な魚介類が得られにくいため、いわゆる江戸前の新鮮な魚介類が豊富に手に入る江戸で、刺身のような鮮度のよい魚介類を必要とする料理が発達するのは当然のことであった。
もう一つの理由は、調味料として醤油が入手しやすくなったことである。江戸時代中期、生魚の生臭さを抑える濃口醤油が江戸に近い野田で大量生産されるようになり、需要を賄った。後述の通り、魚を生食する文化は日本以外にも存在するが、特定の種類の魚の調理法に限定されている。江戸時代の江戸で生まれた、多種多様な魚介類を刺身として生食する習慣は、まさしく醤油という生の魚と相性が抜群によい調味料あってこそのものであった。
また醤油の普及は、生の魚と飯を即席であわせて醤油をつけて食す料理、握り寿司につながった。
また刺身の普及によって、カツオやマグロ、タイのような、塩漬や加熱調理した場合に食味が落ちる魚についても、美味しく食べられるようになった。マグロは江戸時代中期までは塩漬したものを煮るか焼くかで食すのが普通であり、あまり美味とはみなされず、それゆえに安価な魚であった。江戸時代後期から、醤油漬けにしたマグロを生食するようになり、これが美味であるとして人気が高まった。
歌川豊国の『当世娘評判記』には、大皿に刺身とつまを盛ったものがかかれている。こういった状況を喜多川守貞著『守貞漫稿』1853年では次のように記している。
鯛・ひらめには辛味噌あるひはわさび醤油を用ひ、まぐろ・鰹等には大根おろしの醤油を好しとす。夏は血水底に溜まる故に、江戸にては、葭簀あるひは硝子簾を敷きて、その上にさしみを盛る。江戸、刺身添へ物、三、四種を加ふ。糸切大根、同うど、生紫海苔、生防風、姫蓼。粗なる物には、黄菊、うご、大根おろし等を専らとす
幕末には、京阪は四季に関係なくタイばかりを使用している上、切り方から盛り付けまで乱雑である（『守貞漫稿』）と批判されるほどにまで差がついていた。
『守貞漫稿』には屋台の「刺身屋」が登場し、これは江戸前のカツオとマグロが主であり、大変に繁盛したとされている。また、皿に好みの刺身を盛ってもらう「刺身盛り合わせ」の形式が誕生した。魚を薄く精巧に切った「平作り」（「斬目正しく」）などについて次のように記述している。
「京坂にては四時及び料理の精粗を択ばず専ら鯛を用ひ　他魚は用ふを甚だ略とす　京坂惣ての作り身斬目正しからず斬肉を乱に盛る　京坂にては鮪を下碑の食として中以上及び饗応にはこれを用ひず　又鮪を作り身にせず　江戸は大禮の時は鯛を用ひ　平日これを用ひるを稀とす　平日は鮪を専らとす　包丁甚だ精巧にして斬目正しく　斬肉の正列に盛るを良しとす」

### 近代〜現代
近代に入ると、流通の発達や冷蔵設備の普及、冷凍技術の発達に伴い、日本全国津々浦々で新鮮な刺身が食べられるようになった。
特にマグロに関しては、近世までは醤油漬が江戸で食されたに過ぎないが、冷蔵技術の進歩により、全くの生の状態で日本中に流通するようになった。またサケや一部のイカのように、寄生虫を持つために従来は生食に適さなかった魚も、冷凍処理で寄生虫を殺す事で生食できるようになった。もっとも、大正時代頃まで刺身といえばヒラメやタイのような身の透き通った魚を使ったものに限られ、例外のカツオを除いた「色物」の刺身は下魚として蔑まれていた経緯がある。

## 調理法
魚の刺身の調理法は、以下のようなものである。

### 水洗い
魚のうろこをうろこ引きや出刃包丁で魚の尾から頭に向かってかき取る。えらぶたから、えらを切り取り、腹を開いて内臓を取り出し、水でよく洗う。なお、海水魚に良く見られる食中毒の原因菌として腸炎ビブリオが知られている。この腸炎ビブリオは真水の中では増殖できないため、海水魚はよく真水で洗っておくと良いとされる。

### おろす
頭を切り落とし、背骨から身を切り離す。三枚おろしや五枚おろし、大名おろしなどの方法がある。おろした身から、腹骨や血合い骨を取り除き、皮を包丁で引いて取り、さくどりをする。

### 造る
さくどりした身を刺身包丁で切って造る。包丁を直角にし右から切っていく平造り、包丁を寝かせて左から切っていくそぎ造りが基本とされる。皿につまとともに盛り付ける。その際、奥を高く、手前を低く風景のように盛り付けるのが基本とされている。このような盛り方を山水盛りという。

## 種類

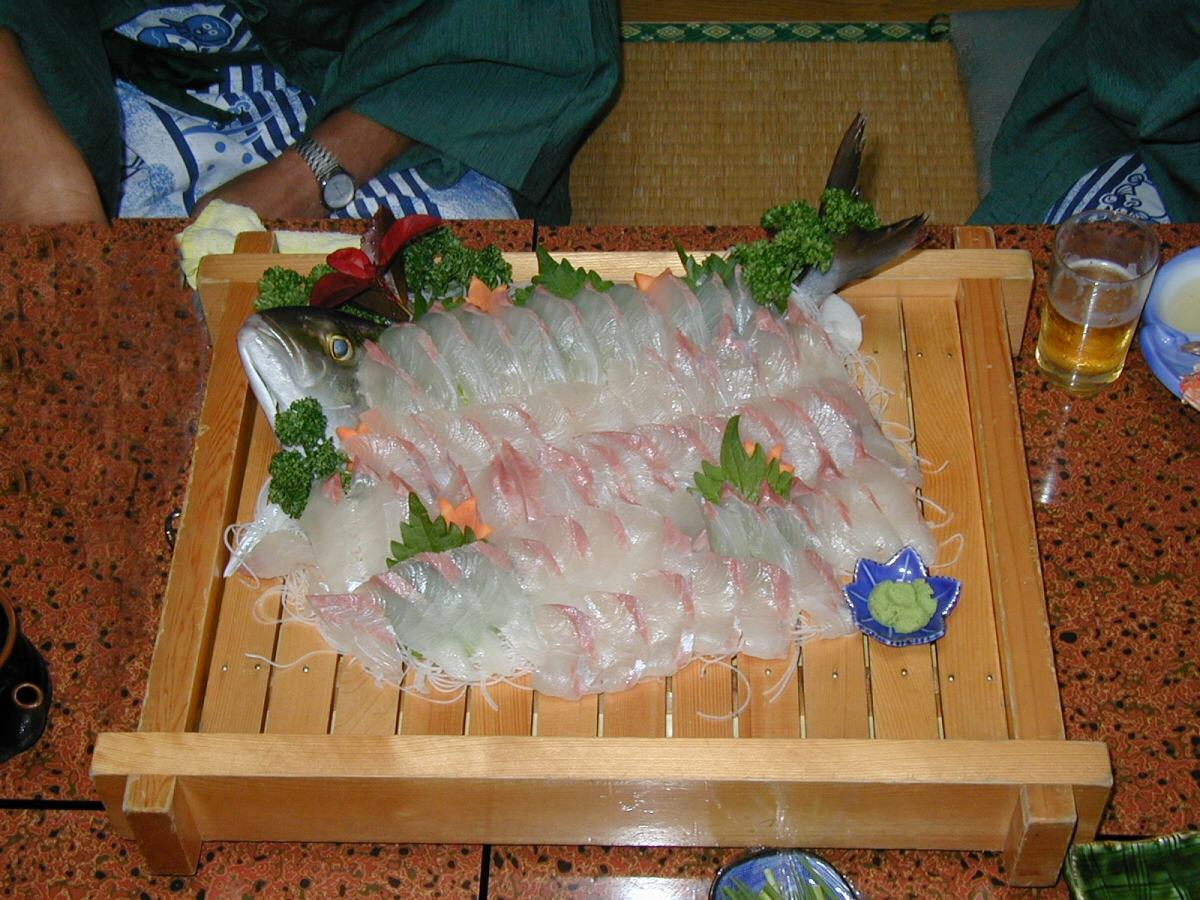
ヒラマサの姿造り

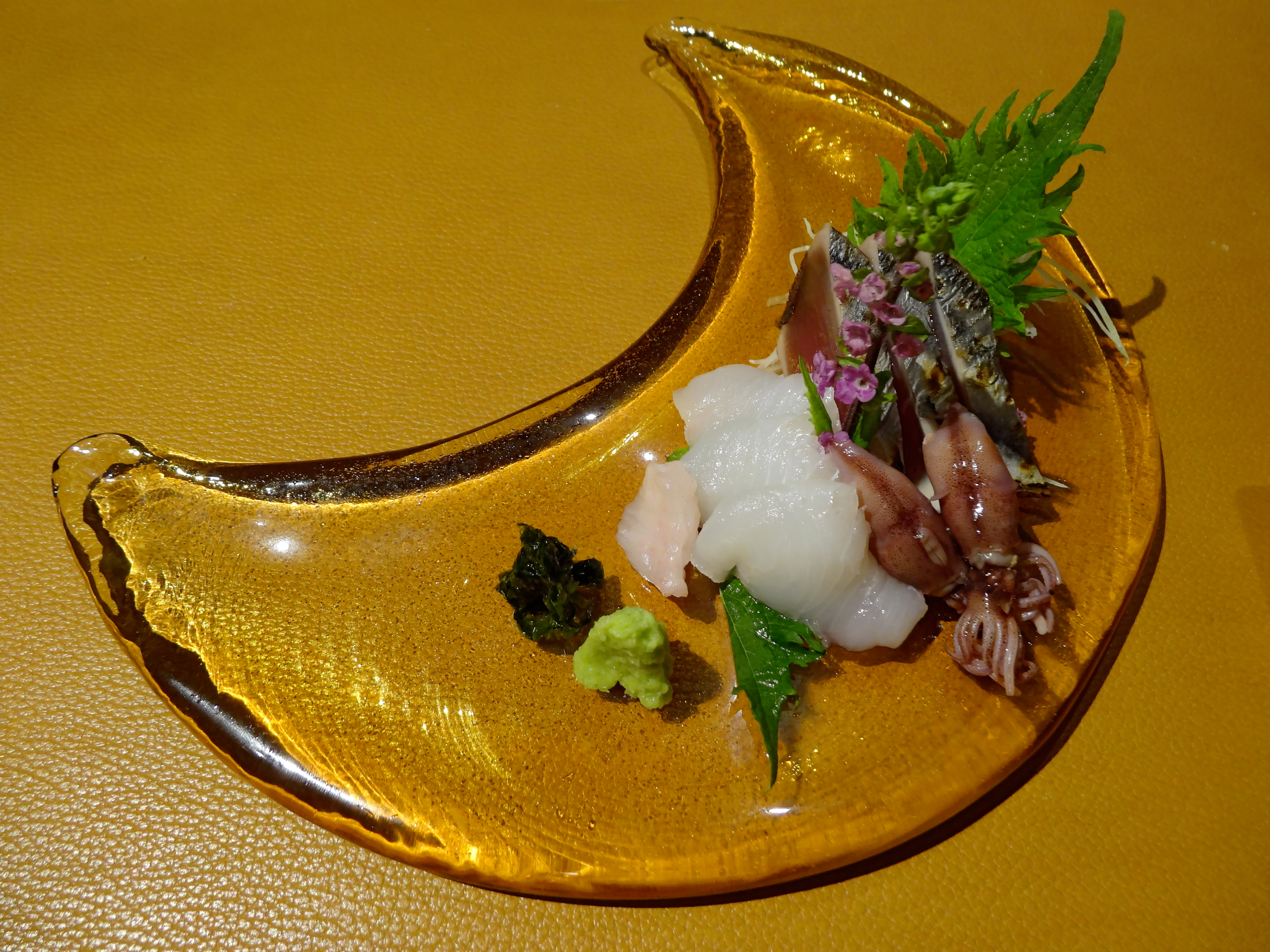
カツオたたきとイカ刺身

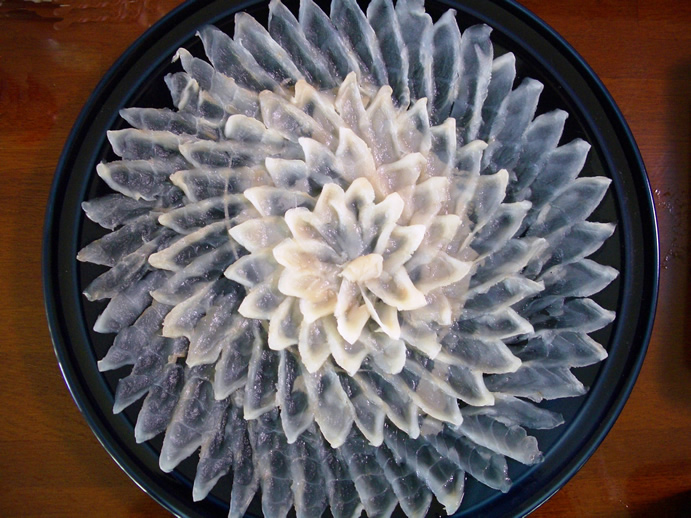
フグの刺身（フグ刺し）

刺身とする食品は、一般的にはタイやヒラメ、マグロやブリなどの魚類に加えて、イカや貝類、エビなど、魚介類全般が用いられるが、魚以外の野菜や馬肉・牛肉等を生食する場合にも刺身と称する場合がある。
調味料も食品に応じて様々で生醤油の他に、煎り酒、土佐醤油、ポン酢、酢味噌、古くは酢や塩など用いる。
刺身には、切り方や盛り付けで、多種多様な造り方（作り方）がある。刺身を作る際に考慮されるのが、美しさと、その食品の特性である。魚であっても白身魚と赤身魚では食感に大きな違いがあり、故に刺身の切り方にも違いが出てくる。
- 平造り

さくどりした身の薄い方を手前に置き、右側から包丁を直角にあて、一度に引き切る。この工程を「引き造り」とも言い、引き造りで切り離した身を右に寄せてを平造りとする。また、刺身に厚みが出る。平造りは主にマグロやカツオの赤身、ブリなどの青魚に用いられる。魚の繊維を切る方向。
- そぎ造り

へぎ造りとも。さくどりした身を、左側から包丁を寝かせて薄くそぐように引き切る。白身魚は赤身魚と比較すると弾力性が強く、これをいかすため魚の身の繊維に対して平行して切る。
このように、食品によって刺身が様々な手法で切り分けられるのが一般的である。これ以外にも下記のような様々な造りや切り方が存在する。
- 薄造り - 身の硬い白身魚を皿が透けて見えるほど薄く切りつけたもの。フグやヒラメ、カワハギなど。[3]
- 姿造り - 尾と頭を付けた状態で供する。尾頭付（おかしらつき）ともいい、神饌や祝い事の席などで用いられることが多い。[4][1]
- 細造り - 身の硬い魚やイカなどを、斜めや縦に細く切る。糸造りとも。[3]
- 角造り - 身の柔らかいマグロやブリ、カツオ等を、サイコロ状に切る。[4]
- 山かけ - 刺身にとろろをかけたもの。特にマグロの角造りを用いる。[14]
- たたき - 柵取りした身の表面を炙ったもの。[3]
- 背越し造り - 頭と内臓、ヒレを取った身を、小口から骨ごと薄く切って刺し身にする。酢でしめる場合もある。アユやフナ、アジ、タチウオなど。[3]
- 皮霜造り - 皮目に旨味がある魚の皮を引いていない柵を使い、食べやすくするため皮に熱を通し、冷水で冷ましたもの。湯をかけたものを「霜降り造り」や「湯霜造り」[14]、皮を炙ったものを「焼霜造り」という。タイの場合は特に松皮造りとよぶ[3]。
- ちり造り - 骨切りした魚を熱湯にくぐらせてから冷水で冷やしたもの。ハモの落とし。
- 洗い - そぎ造りや細造りにした身を冷水に浸けたもの。白身の他、コイも[3]。
- 活き造り - 魚介を生かしたまま捌くこと。元の魚介の姿を模して供されることも多い。アカガイやホッキガイなど、貝類は海水から揚げてもしばらく生きているため、結果として活き造りになる。[15]
- 花造り
- 昆布じめ - 昆布に挟んで旨みと風味を付ける。昆布押しとも[3]。
- きずし - 塩と酢で魚をしめたもの。膾とも[3]。
- 中落ち - 背骨。または周りの赤身を寄せ集めたもの。中打ちともかき身造りとも。
- 相造り - 白身と赤身の刺身を並べたもの[1]。
- 厚造り - 田舎造りとも。分厚く切る刺身[1]。
- 笹造り - サヨリやキスなど細い魚を斜めに切る[1]。
- 鹿の子造り - 食べやすくするため表面に格子状の切れ目を入れたもの。皮目に旨味はあるが皮の厚い魚やイカ、貝類に用いる[4]。

### 刺身とお造り
切り身を盛り合わせて大根や大葉などの「あしらい」や尾頭で飾り付けたものや、昆布で締めるなど切り身にひと手間加えたものを“造り”と呼ぶようになった。対して飾り気のない切り身全般を“刺身”と呼ぶ傾向にある。
また一つの器に一種類の魚だけを盛りつける一器一種が古くからの習わしだが、客が持参した皿一枚に種々の刺身を盛りつける、江戸前の「刺身屋」での売り方が、盛り合わせの起こりと言われる。

## 日本国内の類似料理

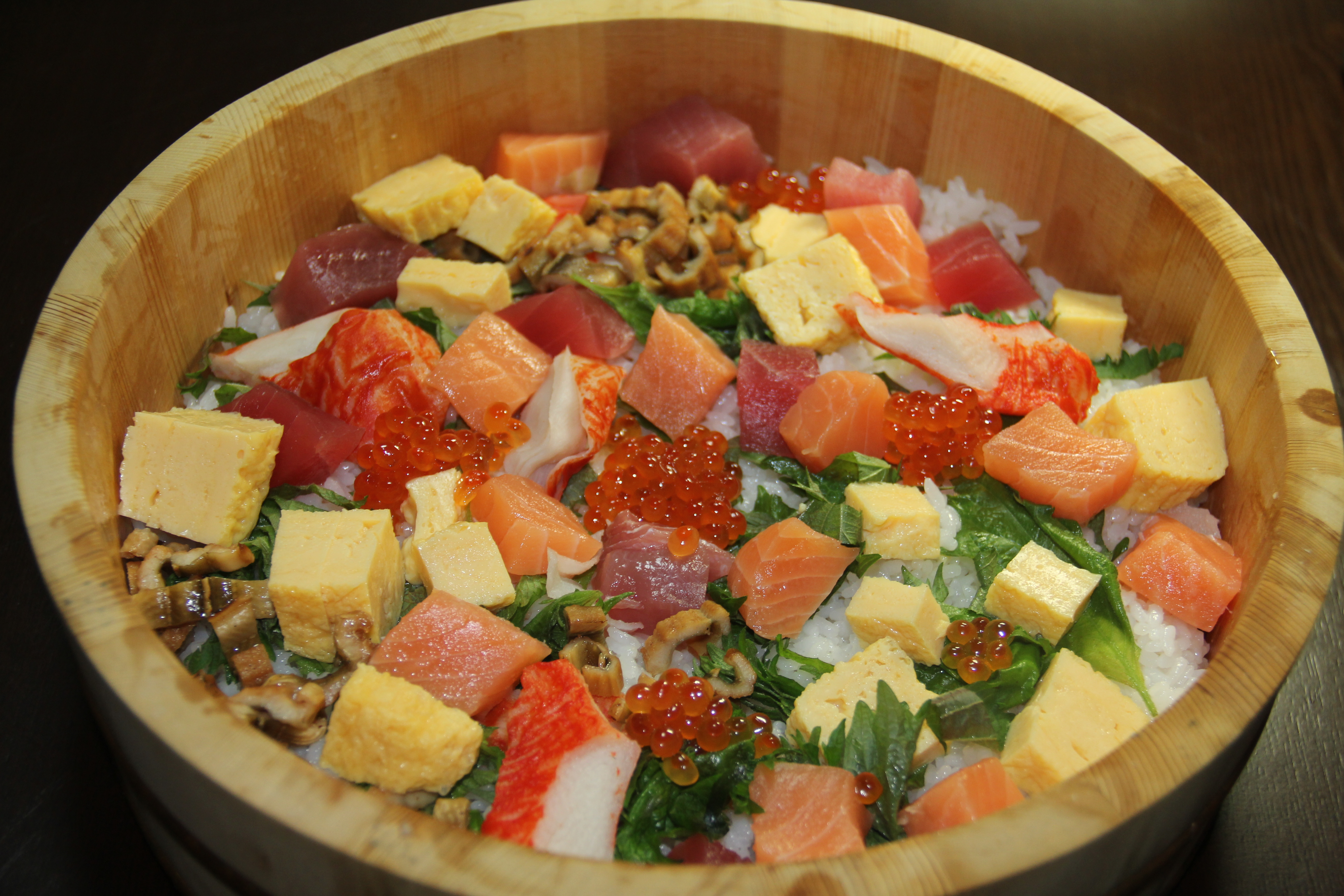
ちらし寿司

- 水貝 - アワビの刺身を冷水に浮かべたもの。
- 酢蛸 - 蒸したり茹でたりしたタコを酢に浸けたもの。
- ちらし寿司 - 酢飯の上に刺身を盛り付ける。酢飯ではないものや海鮮丼も存在する。
- 寿司 - 酢飯と刺身をあわせて握る江戸料理の一つ。
- イカそうめん - 生のスルメイカを千切りにして、麺のようにしたもの。
- ルイベ - 生のサケを冷凍し、切り身にしたアイヌ民族の伝統料理。

## 日本国外の類似料理

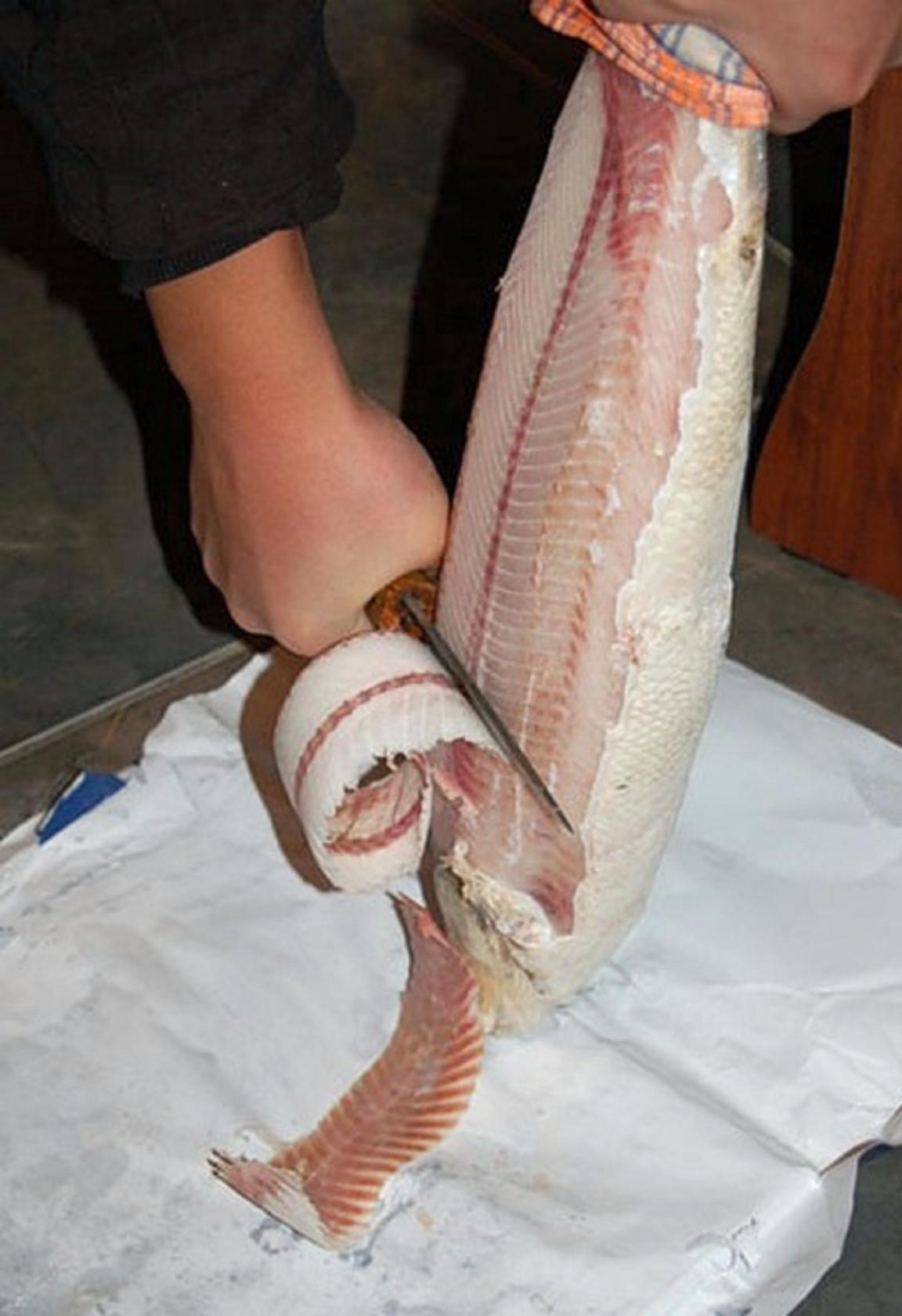
ヤクート料理のストロガニナ

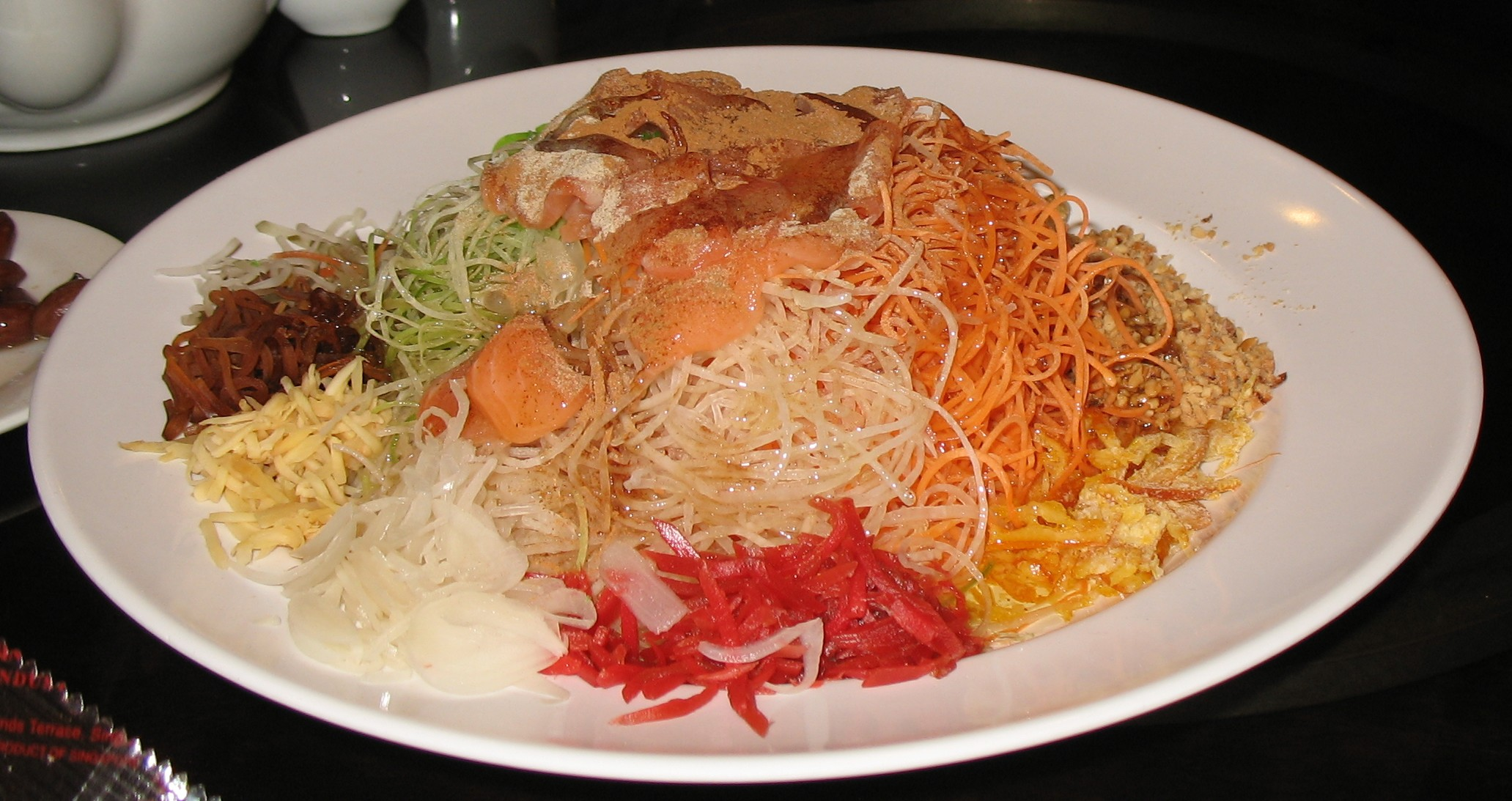
シンガポールの「撈魚生」

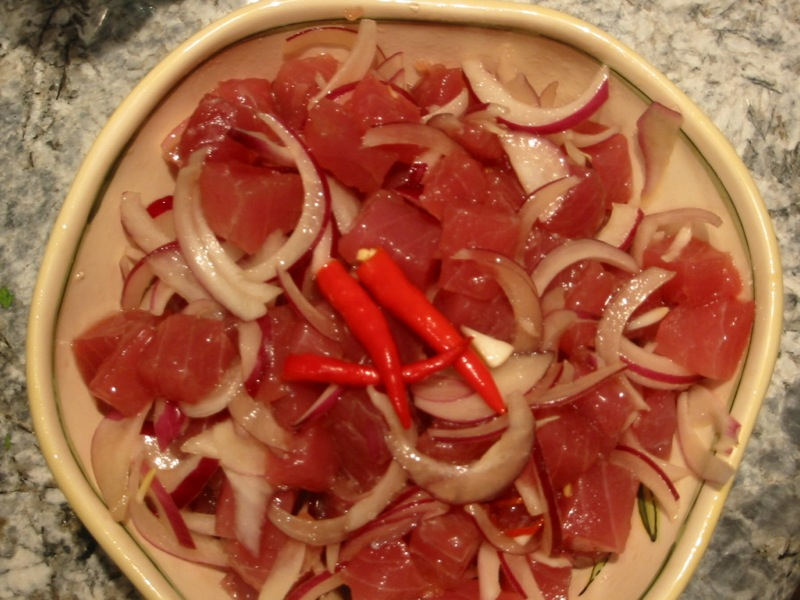
ハワイのポケ

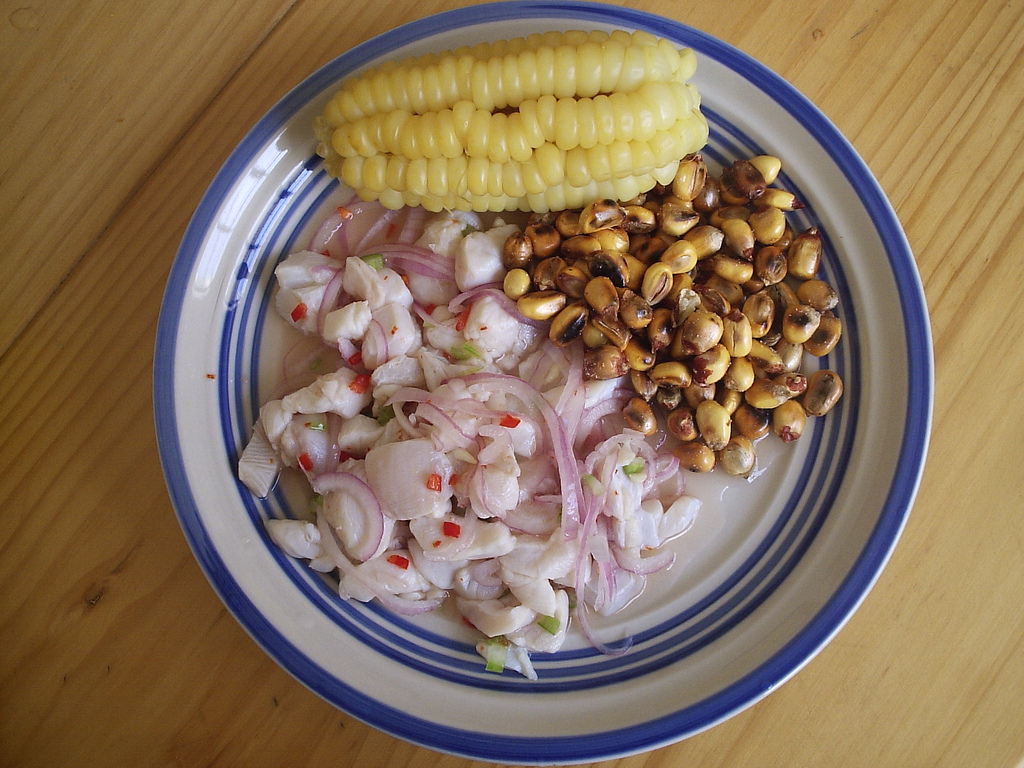
ペルーのセビチェ

日本国外にも生魚の切り身を伝統的に食べている地域、民族がある。ただし、切り身というよりも和え物にする場合が多い。
世界各国の沿岸地域では牡蠣の生食を一般的に行っているところは多い。各国の牡蠣料理専門店でも、生ガキは定番メニューである。ただし、日本における牡蠣の生食文化自体、明治期に欧米から伝わった輸入食文化であり、日本ではそれまでに牡蠣を生食する習慣は一般的にはなかったとする説もある。

### ヨーロッパ
フランス、イタリア等では酢牡蠣、生牡蠣が食べられる。
生魚を食する習慣は無かったが、日本食の浸透により現地で考案された巻き寿司#西洋寿司も登場している。

### 北アジア
寒冷な北アジアの沿岸や河川の付近ではルイベのように凍った魚を薄切りにする刺身料理が見られる。
アムール川流域に住むナナイには、凍った薄切りの刺身を食べる習慣がある。従来は味付けをしていなかったが、最近は調味料・香辛料で味付けして食べる。
ヤクート料理には冷凍された生魚の薄切りであるストロガニナがあり、馬肉なども同様にして食べられる。

### 東アジア
古代中国では膾が食されていた。
中国福建省の清流県や寧化県に住む客家にはソウギョの刺身を食べる伝統がある。味付けは、唐辛子、醤油、酢など。近年は練りわさびも使われる。ソウギョには有棘顎口虫が寄生していることが多く、生食は危険であるが、この両県の渓流に棲むソウギョに限っては寄生していないといわれ食べられている。
広東省仏山市の順徳区や南海区周辺では、薄切りにしたソウギョなどの淡水魚または海水魚に、ネギ、落花生、ニンニク、唐辛子、ゴマなどの薬味をのせ、醤油や酢などで和えて食べる「魚生」（ユーサーン）という料理がある。彩りよく盛るため「七彩魚生」（チャッチョイユーサーン）ともいう。肝吸虫、有棘顎口虫などの寄生虫の問題があるため、衛生当局は生で食べないように呼びかけているが、相変わらず食べる地元民は多い。日本の広東料理店では寄生虫の問題がほとんどない鯛などを使って作られることが多い。近年は香港の海鮮料理やヌーベルシノワの流行もあり、海水魚を使って出す店が中国でも増えており、また、伝統的な味付けにとらわれず、ドレッシング風のたれが使われる例も多くなった。余熱が加わり、白くなるが、生の魚の切り身である「魚生」を熱々の粥に入れ、「魚生粥」（ユーサーンチョッ）として食べることは、広州や香港でも行われている。
韓国ではタコ足の活き造りであるサンナクチが食べられている。咀嚼が不十分な場合は、タコ足の吸盤が気道に吸い付いて窒息する可能性があるため、他国では危険な料理として知られている。また、タコの吸盤にはバクテリアなどが多く存在し、衛生管理されたタコでなければ食中毒の危険もある。
韓国の全羅道では発酵させたガンギエイを刺身や切り身にしたホンオフェが名物料理となっている。

### 東南アジア
シンガポールやマレーシアの華人は、旧正月の、特に7日に「魚生」（ユーサーン）を食べる習慣がある。七草粥ならぬ、「上七羹」（ションチャッカーン）という7種の材料を加える正月のスープと、広東省南海、順徳周辺の「七彩魚生」が合わさったものとも言われる料理で、ソウギョやサケなどの刺身の上に、ショウガ、ダイコン、柑橘類の皮などの細切りや落花生、小麦粉を揚げて作るフレークを乗せ、甘酸っぱい調味料を加える。テーブルに出された後で、出席者が口々に「撈起」（ローヘイ）、「發」（ファーッ）などと唱えながら箸で混ぜ合ってから食べ、商売で儲かることを祈願するので、この食べ方は「撈魚生」（ローユーサーン）と呼ばれている。企業や商店の新年会にも欠かせない料理でもある。
フィリピンでは「キニラウ」という生魚を用いる家庭料理がある。カジキマグロや鰆などの海水魚を生のまま切り身にして酢でしめ、塩、生姜、カラマンシー（シークヮーサー）、玉葱、キュウリ、ココナッツミルクなどでマリネする。漁師料理が一般化したもので、飲酒の際のおつまみという位置付けである。

### 太平洋地域
ハワイには「ポケ（ポキ）」と呼ばれる刺身料理がある。マグロやカツオなど赤身の魚が主であるが、日本から移民の影響でタコもよく用いられる。他には、生のサケを使ったロミロミサーモンという料理がある。「ロミロミ」とは「揉みこむ」などの意味。

### アメリカ
特に太平洋岸のペルーやチリで一般的に食される「セビチェ」という料理がある。地方によって若干調理法は異なるが、軽く湯引きした物や、マリネ状にしたもの、そのまま生のウニや白身魚のような魚介類を、ライムや塩、生姜などの薬味、チリソースなどと和えて食する。

## 世界の料理に取り込まれる刺身
20世紀には、刺身は各国の料理にも取り入れられた。
1980年代になると、日本料理は欧米などでも流行し、各国の料理にも影響を与えるようになった。イタリア料理と結びついた例では、イタリアでは牛肉を用いて作るカルパッチョをマグロなどの魚で作り、供されることが多くなっている。ヨーロッパでは冷凍の刺身も簡単に購入できる。
日本が統治を行った台湾では、地元の海産物を使った刺身を食べる習慣が台湾人にも徐々に広まった。台湾の俗語では「沙西米」（サシミ）と呼ばれており、日本食としての扱いであるが、夜店の屋台でも食べさせる例は多い。クロマグロやカジキが好まれている。
韓国では刺身のことを「フェ（膾）」という。近代、日本風の刺身をも「フェ」というようになった。「ユッケ」「フェ」を参照。
中国遼寧省の大連周辺でも、日本の統治時代の影響で、ヒラメなどの海水魚の刺身や生ウニを食べる習慣が一部の中国人にも残された。中国の中華料理店でも順徳魚生の様にたれや薬味と和えて食べる料理だけでなく、イセエビやサーモンなどを切り分けて、練りわさびをたっぷり入れた醤油につけて食べることが一般的になっている。
パラオ、ミクロネシア連邦、マーシャル諸島でも、日本統治時代に刺身が広まった。これらの国々では日本語のままSashimiと呼称され、マグロをはじめとする各種の魚を、レモンやライムを搾った日本製の醤油につけて食べる。

## 課題や健康リスク
イメージ
「刺身」は、現在では海外でもそのまま"sashimi"（あるいは"sushi"）で通じるようになってきているが、従来の一般的な英語訳は"raw fish"（生魚）であった。こうした翻訳の問題もあって、生の魚肉を食する習慣が無い地域では、「日本では魚などを生のままで食べている」という理解されることがある。これは「気持ち悪い」という悪いイメージであり、生で食べることが良く思われていないことによる。「生」を「釣ったばかりで未調理の丸のままの魚」の意味にとられている場合もある。
不充分な知識による調理
有毒魚や、寄生虫がいる川魚、一部の貝類などの生食で事故が発生しやすい。正体のわからない魚の試食は避ける。特に致死性の高いフグにおいては免許を持たない者の調理は、法令でも禁止されている。
日本国外での危険
生で食べると食中毒や寄生虫に感染する危険がある。もちろん、伝統的に食されているものは危険性が低いからこそ食べられ続けているのであるが、外国などにおいて生食に適さない材料を刺身として提供された場合にはそうした危険が生じる場合もある。顎口虫（がっこうちゅう）などはその例である。
生もの
鮮度の落ちやすい魚や鮮度が悪い魚、不衛生な調理では、食中毒や蕁麻疹、アナフィラキシーショックを発生させる危険がある。
体質
体質や生の魚肉に体が慣れていない一部の人が刺身を食べることによって、グリセリドなどの脂肪分を十分に分解できずに腹を下すなどの変調を起こすことがある。

## 魚介類以外の刺身

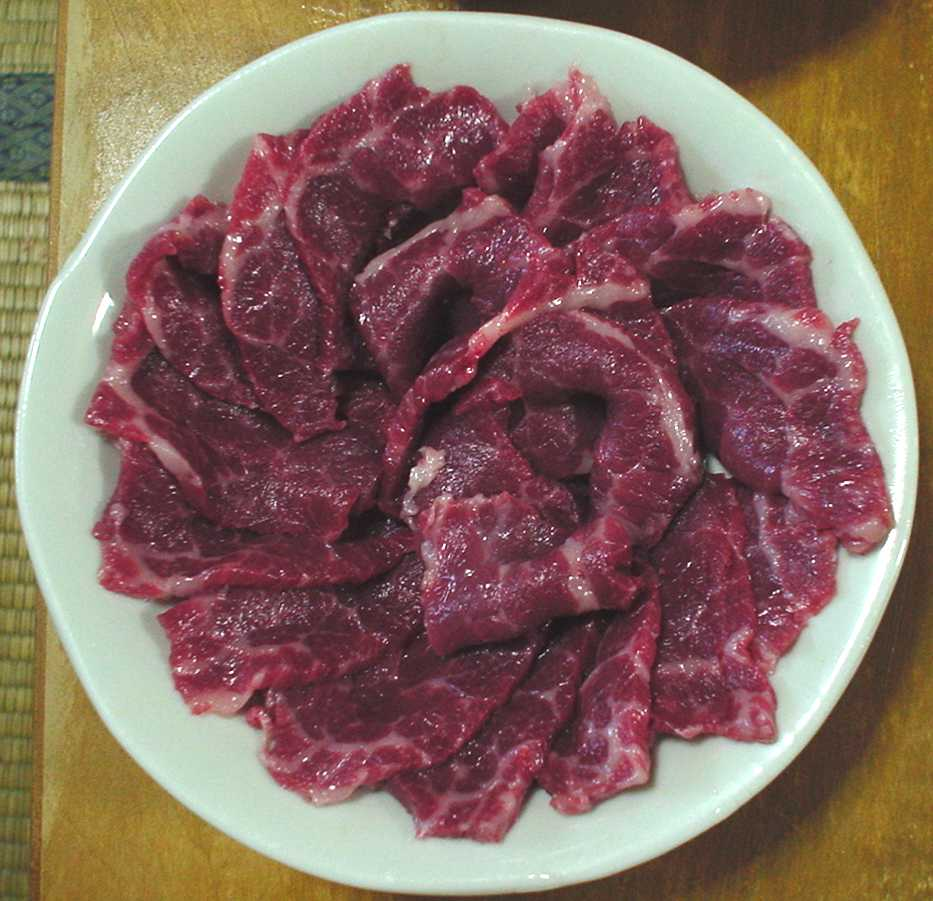
馬肉の刺身（馬刺し）。刺身の調理法は、魚肉以外でも用いられる。

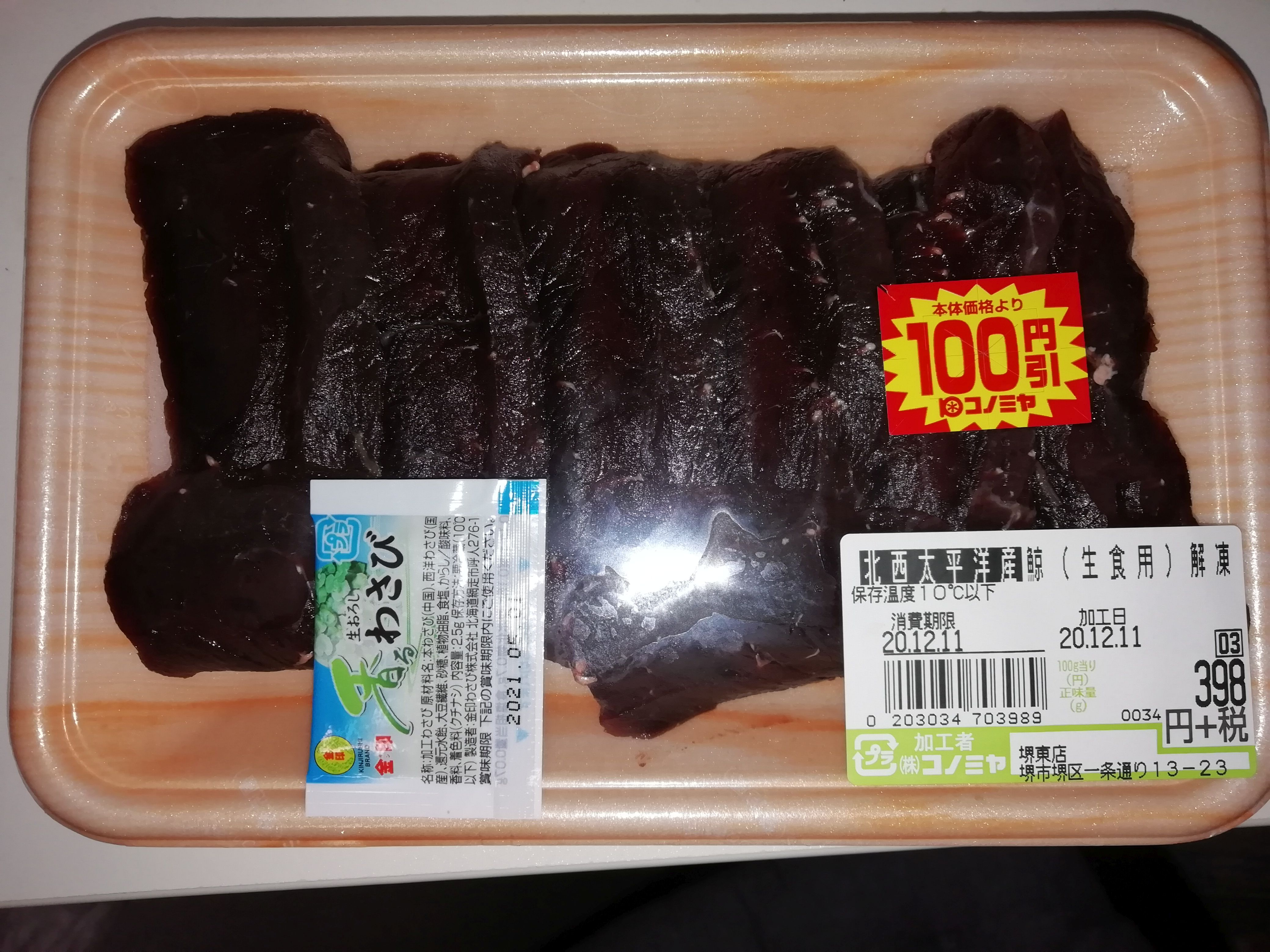
市販されている生食用の鯨肉

魚介類に限らず、食品を小片に切って形を整え、わさび醤油などで食する料理を刺身と呼ぶ場合がある。主な食品としては以下の例がある。
- こんにゃく
加工品としてのこんにゃくを短冊切りなどにしたものをわさび醤油や酢醤油、酢味噌などで食すものである。地方によってはその歯ざわりから山ふぐとも称される。
- 湯葉
生湯葉を用い、わさび醤油、酢味噌などで食す。
- 蒲鉾
板付きの蒲鉾などをそのまま、短冊切りにしてわさび醤油などで食す。居酒屋や蕎麦屋の酒肴として知られる板わさはその一種である。
- 肉類
生食用の新鮮な馬肉は刺身で生食されるほか、鯨肉なども刺身として知られる。牛肉や豚肉、また鶏肉も刺身とされるが、食中毒や寄生虫感染のリスクが高いために許可されたもの以外は禁止されている事から、加熱したり茹で上げたりした身を刺身と称してわさび醤油、ポン酢などで食する料理がある。沖縄県では皮を炙った山羊肉を刺身にして食べるほか、茹でた豚の耳や顔の皮を酢味噌などであえたものを「ミミガー（耳皮）の刺身」と呼んでいる。
- 海藻類
ワカメ等。刺身ワカメ等の名称で、わさび醤油で生食することを前提に若干の流通がある。
- 野菜類
採って数時間以内の物は、一般的に知られる味とは別な味を示し、わさび醤油などで風味を堪能できる物もある。ダイコン等。
- タケノコ
アクが少ないタケノコが新鮮なうちに入手できる場合、刺身として食される[20]。
- アボカド
アボカドの果肉は鮪のトロ刺身に似た味わいがあるとされ、ワサビ醤油などを添えて「アボカドの刺身」などとして料理本などに記載されている。